# Galéria (színtársulat)
A Galéria egy nagy múlttal rendelkező dombóvári diákszínjátszó csoport. Több díjat és helyezést is elért, mind az évente megrendezésre kerülő Regionális Diákszínjátszó Találkozókon, mind más találkozókon, illetve versenyeken. Többször kijutott a csoport az Országos Diákszínjátszó Találkozóra, ahol szintén jó kritikát kapott.

## Története
A Galéria diákszínjátszó csoportot Nagy Miklós alakította, 1992-ben. Ekkor a csoport még karácsonyi- és ünnepi műsorokkal foglalkozott, leginkább írott szöveg alapján. Az általa vezetett csoportban volt diákszínjátszó Hajós Zsuzsa, aki később 1995-ben átvette a csoport irányítását. Neki köszönhető, hogy minden második évben Dombóváron rendezik meg a Diákszínjátszó Találkozó országos fordulóját. Ebben az időszakban a csapat többször is cserélődött, változásokon ment keresztül. Azonban az előadások mélységén és minőségén ez nem látszott, ’95-től 2007-ig minden évben arany minősítést nyert a Regionális Diákszínjátszó Találkozón, aminek következtében meghívást nyertek a Országos Diákszínjátszó Találkozóra. Ekkor lett igazán ismert és a diákszínjátszó körökben elismert a dombóvári csoport.  
Ennek a Hajós Zsuzsa által vezetett csoportnak volt tagja Farkas Atilla is, aki később, 2007-ben új csapatot indítva továbbvitte a diákszínjátszást Dombóváron. Ekkor átkeresztelődött a csoport Galériáról Galéria 5.0-ra, arra utalva, hogy ez egy átalakult csoport, mind a tagokat, mind a drámapedagógust illetően. 2009-től ezzel a felállással is készült minden évben előadás. A legnagyobb sikert a csoport első előadása, Farkas Atilla első rendezése, a Gabi című előadás aratta 2008-ban. Az előadás megnyerte a regionális fordulót, így kijutott a Debrecenben megrendezésre kerülő Országos Diákszínjátszó Találkozóra is, ahol szintén jó kritikát kapott a zsűritől. Ugyanebben az évben, ugyanezzel az előadással esélyt kapott a csoport, hogy a Pécsen és Dombóváron megrendezett Nemzetközi Diákszínjátszó Fesztiválon is felléphessen. 2011-ben, amikor véget értek a Művelődési Ház felújítási munkálatai, a színjátszó kör háztörténeti előadást tartott „Micsoda útjaim voltak nekem” címmel.

## Mai munkássága
2014-ben újítás történt a csoportban, már nem kizárólagosan egy ember kezébe került a csoport vezetésének felelőssége. Farkas Atilla, a Kerekasztal Színház tagja mellett Szalai Ádám, Vermes Nikolett és Farkas Alma Dalma is kivette a részét a csoport irányításából. Az új vezetők mind tagjai voltak korábban a csoportnak, diákszínjátszóként. Ebben az évben is készült előadás, „A molnár, a fia meg a szamár” címmel. Ez az előadás is részt vett a Pécsen megrendezett Regionális Diákszínjátszó Találkozón valamint a kaposvári Csokonai Diákszínházi Találkozón, ahol második helyet tudhatott magáénak, valamint egy Legjobb rendezés különdíjat. Idén, 2015-ben pedig ez a négy fő ötre bővült, Simon Mátyás szintén volt diákszínjátszó segítségével. 

## Díjak
- 1995-től 2010-ig minden évben: Regionális Diákszínjátszó Találkozó: Arany minősítés
- 1997 – Országos Diákszínjátszó Találkozó: Nívó díj
- 2011 – Regionális Diákszínjátszó Találkozó: Ígéretes Kísérlet díj
- 2012 – Regionális Diákszínjátszó Találkozó: Bronz minősítés
- 2012 – IV. Csokonai Diákszínházi Találkozó: II. hely
- 2012 – IV. Csokonai Diákszínházi Találkozó: Legjobb rendezés különdíj
- 2013 – Regionális Diákszínjátszó Találkozó: Bronz minősítés
- 2013 – Regionális Diákszínjátszó Találkozó: Különdíj az előadás gondolati mélységéért
- 2014 – Weöres Sándor Gyermekszínjátszó Találkozó: Bronz minősítés
- 2015 – V. Csokonai Diákszínházi Találkozó: Legjobb rendezés különdíj